# Gmina zbiorowa Uchte
Gmina zbiorowa Uchte (niem. Samtgemeinde Uchte) – gmina zbiorowa położona w niemieckim kraju związkowym Dolna Saksonia, w Nienburg (Weser). Siedziba administracji gminy zbiorowej znajduje się w mieście Uchte.

## Podział administracyjny
Do gminy zbiorowej Uchte należą cztery gminy, w tym dwa miasta (niem. Flecken):
1. Diepenau
2. Raddestorf
3. Uchte
4. Warmsen